# 맹봉학
맹봉학(1963년 5월 25일 ~ )은 대한민국의 배우이다.
1985년 연극배우 첫 데뷔한 그는 2005년 드라마 《내 이름은 김삼순》에서 삼순이 아버지 역으로 유명하다.

## 학력
- 영등포공업고등학교
- 한국방송통신대학교 미디어영상학과

## 출연 작품

### 영화
- 1996년 《박봉곤 가출 사건》 ... X 아내의 새 남편 역
- 1996년 《세 친구》 ... 슈퍼주인 역
- 1997년 《창》
- 1997년 《스카이 닥터》 ... 선배의사 역
- 1998년 《투캅스 3》 ... 버스 안 남 역
- 1998년 《아름다운 시절》 ... 황씨 역
- 1999년 《연풍연가》 ... 낚시꾼 역
- 1999년 《텔 미 썸딩》 ... 박물관 동료 2 역
- 1999년 《여고괴담  두번째 이야기》 ... 생물 선생님 역
- 2000년 《춘향뎐》 ... 금난장교 역
- 2000년 《동감》 ... 의사 역
- 2001년 《인디안 썸머》 ... 타이핑 형사 역
- 2001년 《베사메무쵸》 ... 정우 부 역
- 2002년 《정글 쥬스》 ... 마스크 역
- 2002년 《오버 더 레인보우》 ... 정신과 의사 역
- 2002년 《서프라이즈》 ... 크리닝센터 직원 역
- 2002년 《2424》 ... 부장 역
- 2003년 《하늘정원》 ... 목사 역
- 2003년 《오! 브라더스》 ... 상우 아빠 역
- 2003년 《아카시아》 ... 병원과장 역
- 2004년 《범죄의 재구성》 ... 당좌 수표 지점장 역
- 2004년 《잘돼가? 무엇이든》(단편) ... 박 사장 역
- 2005년 《말아톤》 ... 양재천 클럽 총무 역
- 2005년 《거칠마루》
- 2005년 《왕의 남자》 ... 의금부도사 역
- 2006년 《싸움의 기술》 ... 기계선생 역
- 2006년 《괴물》 ... 낚시꾼 1 역 (첫 천만영화)
- 2007년 《식객》 ... 심사위원 1 역
- 2007년 《열한번째 엄마》 ... 의사 역
- 2008년 《더 게임》 ... 윤 의사 역
- 2008년 《울학교 이티》 ... 시골교감 역
- 2009년 《약탈자들》 ... 토박이 역
- 2009년 《19-Nineteen》 ... 서창만 역
- 2013년 《죽지않아》 ... 지훈 아버지 역
- 2013년 《사이비》 ... 도박판 남자 1 & 마을주민 역
- 2014년 《또 하나의 약속》 ... 원무과장 역
- 2014년 《레디액션 청춘》 ... 만재아버지 역
- 2015년 《간신》 ... 혀 잘리는 후궁 역
- 2015년 《어떤살인》 ... 작업반장 역
- 2021년 《이 안에 외계인이 있다》 ... 맹봉학 박사 역
- 2021년 《트웬티 해커》 ... 박경식 역
- 2021년 《행복한 선물》 ... 교감 선생님 역 (특별출연)

### 드라마
- 《순풍 산부인과》 (SBS, 일일시트콤) 1998년
- 《덕이》 (SBS, 주말드라마 ) 2000년
- 《여인천하》 (SBS, 대하드라마) 2002년
- 《제국의 아침》 (KBS, 주말대하사극) 2002년 - 소무개 역
- 《야인시대》 (SBS, 대하드라마) 2003년 - 소매치기피해자, 김원봉, 법무장관 역
- 《노란손수건》 (KBS1, 일일연속극) 2003년
- 《술의 나라》 (SBS, 드라마 스페셜) 2003년
- 《울라불라 블루짱》 (KBS2, 어린이드라마) 2004년 - 킹 블랙스톤 역
- 《애정의 조건》 (KBS2, 주말연속극) 2004년
- 《파리의 연인》 (SBS, 주말특별기획드라마) 2004년 - 비디오가게 사장 역
- 《토지》 (SBS, 주말대하사극) 2004년
- 《쾌걸춘향》 (KBS2, 월화 미니시리즈) 2005년 - 술집 사장 역
- 《내 이름은 김삼순》 (MBC, 수목 미니시리즈) 2005년 - 김삼순의 아버지 역
- 《제5공화국》 (MBC, 정치드라마) 2005년 - 현대그룹 임원 역
- 《거침없이 하이킥》 (MBC, 일일시트콤) 2006년
- 《HDTV 문학관 카스테라》 (KBS1, 단막극) 2007년
- 《미스터 굿바이》 (KBS2, 월화 미니시리즈) 2006년
- 《환상의 커플》 (MBC, 주말드라마) 2006년 - 강자의 아버지 역
- 《강이 되어 만나리》 (KBS, TV소설) 2006년
- 《연개소문》 (SBS, 주말대하사극) 2007년
- 《달자의 봄》 (KBS2, 수목드라마) 2007년
- 《외과의사 봉달희》 (SBS, 수목드라마) 2007년 - 가족성용종증에 걸린 환자 역
- 《하얀거탑》 (MBC, 주말드라마) 2007년
- 《김치치즈스마일》 (MBC, 일일시트콤) 2007년 - 중고차 판매상 역
- 《칼잡이 오수정》 (SBS, 주말드라마) 2007년 - 달포 역
- 《뉴하트》 (MBC, 수목드라마) 2007년 - 제약회사 관계자 역
- 《왕과 나》 (SBS, 월화 대하사극) 2007년 - 성희안 역
- 《착한여자 백일홍》 (KBS2, 아침드라마) 2007년
- 《인순이는 예쁘다》 (KBS2, 수목드라마) 2007년
- 《온에어》 (SBS, 월화드라마) 2008년 - 영화사 대표 역
- 《이산》 (MBC, 월화드라마) 2007년 - 이조정랑 역
- 《스포트라이트》 (MBC, 수목드라마) 2008년 - 경찰서장 역
- 《크라임 2》 (Dramax, 수사드라마) 2008년
- 《대왕세종》 (KBS, 대하사극) 2008년 - 전균 역
- 《종합병원2》 (MBC, 수목드라마) 2008년
- 《하얀 거짓말》 (MBC, 아침드라마) 2008년 ~ 2009년
- 《남자 이야기》 (KBS2, 월화 미니시리즈) 2009년
- 《녹색마차》 (SBS, 아침연속극) 2009년
- 《천추태후》 (KBS, 대하사극) 2009년 - 어의 역
- 《선덕여왕》 (MBC, 월화 사극) 2009년
- 《집으로 가는 길》 (KBS, 일일드라마) 2009년
- 《신데렐라 맨》 (MBC, 수목드라마) 2009년
- 《그저 바라보다가》 (KBS, 수목드라마) 2009년
- 《솔약국집 아들들》 (KBS, 주말드라마) 2009년 - 의사 역
- 《살맛납니다》 (MBC, 일일드라마) 2009년
- 《제중원》 (SBS, 월화 드라마) 2010년
- 《닥터챔프》 (SBS, 월화 미니시리즈) 2010년
- 《개인의 취향》 (MBC, 수목 미니시리즈) 2010년
- 《거상 김만덕》 (KBS, 주말대하사극) 2010년
- 《황금물고기》 (MBC, 일일연속극) 2010년
- 《자이언트》  (SBS, 월화 드라마) 2010년 - 현장 소장 역
- 《나쁜 남자》 (SBS, 드라마스페셜) 2010년 - 변호사 역
- 《역전의 여왕》 (MBC, 월화드라마) 2010년
- 《폼나게 살거야》 (SBS, 주말드라마)  2011년
- 《당신 참 예쁘다》 (MBC, 아침드라마) 2011년
- 《시티헌터》 (SBS, 드라마 스페셜) 2011년 - 나나의 아버지 역
- 《TV 문학관 - 강산무진》 (KBS1, 단막극) 2012년
- 《응답하라 1997》 (tvN, 화요드라마) 2012년 - 음반가게 사장 역
- 《유리 가면》 (tvN, 일일드라마) 2012년 - 유민기 역
- 《무신》 (MBC, 주말 대하사극) 2012년 - 전의 역
- 《별도 달도 따줄께》 (KBS2, 일일드라마) 2012년 - 공장장 역
- 《내 딸 서영이》 (KBS2, 주말드라마) 2012년~2013년 - 대리 부른 손님 역
- 《돈의 화신》 (SBS, 주말특별기획) 2013년 - 황해대출신용금고 대주주 2 역
- 《못난이 주의보》 (SBS, 일일드라마) 2013년 - 유정연의 아버지 역
- 《메디컬 탑팀》 (MBC, 수목드라마) 2013년
- 《개과천선》 (MBC, 수목드라마) 2014년
- 《너희들은 포위됐다》 (SBS, 드라마스페셜) 2014년 - 부마여고 선생님 역
- 《전설의 마녀》 (MBC, 주말드라마) 2014년~2015년 - 토스트 푸드트럭 손님 역
- 《빛나거나 미치거나》 (MBC, 월화드라마) 2015년
- 《미생》 (tvN, 금토드라마) 2014년 - 한석율의 아버지 역
- 《화정》 (MBC, 월화드라마) 2015년 - 집사 역(15회 출연)
- 《돌아온 황금복》 (SBS, 일일드라마) 2015년
- 《오 나의 귀신님》 (tvN, 2015년) - 식당 손님 역
- 《심야식당》 (SBS, 심야드라마) 2015년 - 관장 역
- 《귀신 보는 형사 처용 2》 (OCN, 일요드라마) 2015년
- 《달콤살벌 패밀리》 (MBC, 수목드라마) 2015년
- 《내 딸, 금사월》 (MBC, 주말드라마) 2015년 - 이혼담당 판사 역
- 《시그널》 (tvN, 금토드라마) 2016년
- 《욱씨남정기》 (JTBC, 금토드라마) 2016년
- 《동네변호사 조들호》 (KBS2, 월화드라마) 2016년
- 《사랑은 방울방울》 (SBS, 일일드라마) 2017년 - 봉태봉 역
- 《불어라 미풍아》 (MBC, 주말드라마) 2017년
- 《밥상 차리는 남자》 (MBC, 주말드라마) 2017년 - 동기 역
- 《마더》 (tvN, 수목드라마) 2018년
- 《미스티》 (JTBC, 금토드라마) 2018년
- 《황금빛 내 인생》 (KBS2, 주말드라마) 2018년
- 《끝까지 사랑》 (KBS2, 일일드라마) 2018년
- 《구미호뎐》 (tvN, 수목드라마) 2020년 - 서기창 (은하호 희생자) 역
- 《태종 이방원》 (KBS1, 대하드라마) 2022년 - 최윤덕 역
- 《미씽 : 그들이 있었다 2》 (tvN, 월화드라마) 2022년 - 고상철의 아버지 역
- 《무빙》 (디즈니+, 드라마) 2023년 - 노점상 최씨 역

### 연극
- 2013년 《제1회 여성 극작가전 - 꽃 속에 살고 죽고》
- 2013년 《꽃가마 타고》
- 2016년 《다목리 미상번지》